# الدوري البلجيكي الدرجة الثانية 2012–13
الدوري البلجيكي الدرجة الثانية 2012–13 هو الموسم 97 من الدوري البلجيكي الدرجة الثانية ‏. أقيم خلال الفترة 22 أغسطس 2012 وحتى 28 أبريل 2013، وأشرف على تنظيمه الاتحاد الملكي البلجيكي لكرة القدم، وكان عدد الأندية المشاركة فيه 18، وفاز فيه أوستينده.